# Cyrtonota ricardoi
Cyrtonota ricardoi is een keversoort uit de familie bladkevers (Chrysomelidae). De wetenschappelijke naam van de soort werd in 1998 gepubliceerd door Buzzi.